# Виктория Дауйотите-Пекярене
Вижте пояснителната страница за други личности с името Виктория.
Виктория Дауйотите-Пекярене (на литовски: Viktorija Daujotytė-Pakerienė) е литовска езиковедка и университетска преподавателка, професор.

## Биография
Завършва Вилнюския университет, в който работи от 1971 г. Член е на Съюза на литовските писатели от 1975 г. Професор е във Вилнюския университет и член-експерт на Литовската академия на науките. През 1993 г. става лауреат на Национална премия, а през 1996 г. – премия „Съгласие“. През 2002 г. е удостоена с офицерски кръст на ордена Литовския Велик княз Гедиминас. Член е на фонда за руско-литовско сътрудничество „Юргис Балтрушайтис“.
Автор е на множество учебници за ученици и студенти, монографии по теория на литературата, литовската поезия, биографии и библиографии на Юргис Балтрушайтис, Саломей Нерис, Янини Дягутите, Юстинас Марцинкявичюс. Тя е сставител и автор на предговора на Антологията на литовската проза (1987), избрани произведения, пиеси, есета на Винцас Миколайтис-Путинас (1982), Мотеюс Густайтис (1984), Саломей Нерис (1994; 1999), беседи с Марцелиюс Мартинайтис (1998) и други творби.

## Творчество
- Jurgis Baltrušaitis: (monografija). Vilnius, 1974.
- Lyrikos teorijos pradmenys (mokymo priemonė aukštosioms mokykloms). 1984.
- Lietuvių filosofinė lyrika. Vilnius, 1977.
- Kas tu esi, eilėrašti? Vilnius: Vaga, 1980.
- Юргис Балтрушайтис: монографический очерк. Вильнюс: Vaga, 1983.
- Janina Degutytė (monografinė apybraiža). Vilnius: Vaga, 1984.
- Lyrikos būtis. Vilnius: Vaga, 1987.
- Lietuvių eilėraštis proza. 1987.
- Vinco Mykolaičio-Putino lyrika. Vilnius, 1988.
- Tautos žodžio lemtys. XIX amžius. Vilnius, 1990.
- Moteriškosios literatūros epistema. 1991.
- Moters dalis ir dalia. Vilnius, 1992.
- Su Jurgiu Baltrušaičiu. Vilnius: Regnum, 1994.
- Salomėjos Nėries ruduo. 1995.
- Lyrika mokykloje. 1995.
- Janina Degutytė. Atsakymai. 1996.
- Kalbos kalbėjimas. Vilnius: Regnum, 1997.
- Šatrijos Raganos pasaulyje: gyvenimo ir kūrinių skaitymai. Vilnius: Lietuvos rašytojų sąjungos leidykla, 1997.
- Trys sakiniai. Kaunas: Šviesa, 1997.
- Tekstas ir kūrinys. Vilnius: Kultūra, 1998.
- Prilenktas prie savo gyvenimo. 1998.
- Salomėja Nėris: gyvenimo ir kūrybos skaitymai. Kaunas: Šviesa, 1999 (Gyvenimas ir kūryba; 43)
- Kultūros šalys ir nuošalės. Vilnius, 2000.
- Literatūros filosofija. Vilnius, 2001.
- Parašyta moterų. Vilnius, 2001.
- Sakiniai: esė. Vilnius: Tyto alba, 2002.
- Literatūros fenomenologija. Problematikos kontūrai. 2003.
- Raštai ir paraštės. Apie Justino Marcinkevičiaus kūrybą. 2003.
- Salomėja Nėris: fragmento poetika. Vilnius: Lietuvos rašytojų sąjungos leidykla, 2004.
- Mažoji lyrikos teorija. Vilnius: Mokslo ir enciklopedijų leidybos institutas, 2005.
- Perrašai: eiliuoti tekstai. Vilnius: Vilniaus dailės akademijos leidykla, 2005.
- Žmogus ir jo kalnas: apie monsinjorą Kazimierą Vasiliauską: asmenybės fenomenologija. Vilnius: Lietuvos rašytojų sąjungos leidykla, 2005.